# Năng khiếu trí tuệ
Năng khiếu trí tuệ là khả năng trí tuệ cao hơn đáng kể so với trung bình. Đó là một đặc điểm của trẻ em, được xác định khác nhau, thúc đẩy sự khác biệt trong lập trình trường học. Nó được cho là tồn tại như một đặc điểm trong cuộc sống trưởng thành, với những hậu quả khác nhau được nghiên cứu trong các nghiên cứu dài hạn về năng khiếu trong thế kỷ qua. Không có định nghĩa chung về năng khiếu cho cả trẻ em và người lớn, nhưng hầu hết các quyết định sắp xếp trường học và hầu hết các nghiên cứu dài hạn trong suốt cuộc đời cá nhân đã theo những người có IQ trong 2,5% dân số hàng đầu, đó là IQ trên 130. Định nghĩa về năng khiếu cũng khác nhau giữa các nền văn hóa.
Các định nghĩa khác nhau về năng khiếu trí tuệ bao gồm khả năng chung hoặc khả năng cụ thể. Ví dụ, theo một số định nghĩa, một người có năng khiếu trí tuệ có thể có một tài năng nổi bật về toán học mà không có kỹ năng ngôn ngữ mạnh như nhau. Đặc biệt, mối quan hệ giữa khả năng nghệ thuật hoặc khả năng âm nhạc và khả năng học tập cao thường liên quan đến điểm số IQ cao vẫn đang được khám phá, với một số tác giả coi tất cả các hình thức khả năng cao đó là "năng khiếu", trong khi các tác giả khác phân biệt "năng khiếu" so với "tài năng". Vẫn còn nhiều tranh cãi và nhiều nghiên cứu về chủ đề làm thế nào hiệu suất của người trưởng thành mở ra từ sự khác biệt về đặc điểm thời thơ ấu, và những gì giáo dục và hỗ trợ khác giúp tốt nhất cho sự phát triển của năng khiếu người lớn.

## Phát hiện

### Tổng quan
Việc xác định năng khiếu lần đầu tiên xuất hiện sau khi phát triển các bài kiểm tra IQ cho vị trí trường học. Nó đã trở thành một vấn đề quan trọng đối với các trường học, vì hướng dẫn của học sinh năng khiếu thường đưa ra những thách thức đặc biệt. Trong thế kỷ XX, trẻ em có năng khiếu thường được phân loại thông qua các bài kiểm tra IQ; các thủ tục nhận dạng khác đã được đề xuất nhưng chỉ được sử dụng trong một số ít trường hợp ở hầu hết các trường công lập trong thế giới nói tiếng Anh. Phát triển các thủ tục nhận dạng hữu ích cho những học sinh có thể hưởng lợi từ chương trình học khó hơn là một vấn đề đang diễn ra trong quản lý trường học.
Do vai trò chính của các chương trình giáo dục năng khiếu trong trường học trong việc xác định các cá nhân có năng khiếu, cả trẻ em và người lớn, nên đáng để xem xét cách các trường định nghĩa thuật ngữ "năng khiếu".

### Định nghĩa
Trong nhiều năm, các nhà tâm lý học và tâm lý học, theo bước chân của Lewis Terman năm 1916, đã đánh đồng năng khiếu với IQ cao. "Di sản" này tồn tại cho đến ngày nay, trong đó năng khiếu và IQ cao tiếp tục được đánh đồng trong một số quan niệm về năng khiếu. Tuy nhiên, từ thời gian đầu đó, các nhà nghiên cứu khác (ví dụ Raymond Cattell, JP Guilford và Louis Leon Thurstone) đã lập luận rằng trí tuệ không thể được thể hiện theo cách đơn nhất như vậy, và đã gợi ý nhiều cách tiếp cận đa dạng hơn cho trí thông minh.
Nghiên cứu được thực hiện trong những năm 1980 và 1990 đã cung cấp dữ liệu hỗ trợ các khái niệm về nhiều thành phần cho trí thông minh. Điều này đặc biệt rõ ràng trong việc tái phân bổ "năng khiếu" của Sternberg và Davidson trong bộ sưu tập các bài viết của họ Khái niệm về năng khiếu (1986; ấn bản thứ hai 2005). Nhiều quan niệm khác nhau về năng khiếu được trình bày, mặc dù khác biệt, có liên quan đến nhau theo nhiều cách. Hầu hết các nhà điều tra xác định năng khiếu về nhiều phẩm chất, không phải tất cả đều là trí tuệ. Điểm số IQ thường được xem là thước đo không phù hợp về năng khiếu. Động lực, khái niệm bản thân cao và sáng tạo là những phẩm chất quan trọng trong nhiều quan niệm mở rộng về năng khiếu này.